# Pseudoparlatoria rossettae
Pseudoparlatoria rossettae är en insektsart som beskrevs av Fonseca 1969. Pseudoparlatoria rossettae ingår i släktet Pseudoparlatoria och familjen pansarsköldlöss. Inga underarter finns listade i Catalogue of Life.